# Kempadyapanahalli, Ramanagara
Kempadyapanahalli là một làng thuộc tehsil Ramanagara, huyện Ramanagara, bang Karnataka, Ấn Độ.